# Geuzen (Tweede Wereldoorlog)

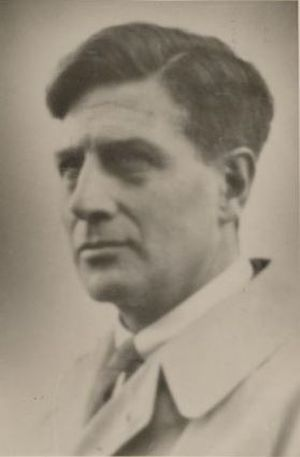
Bernardus IJzerdraat

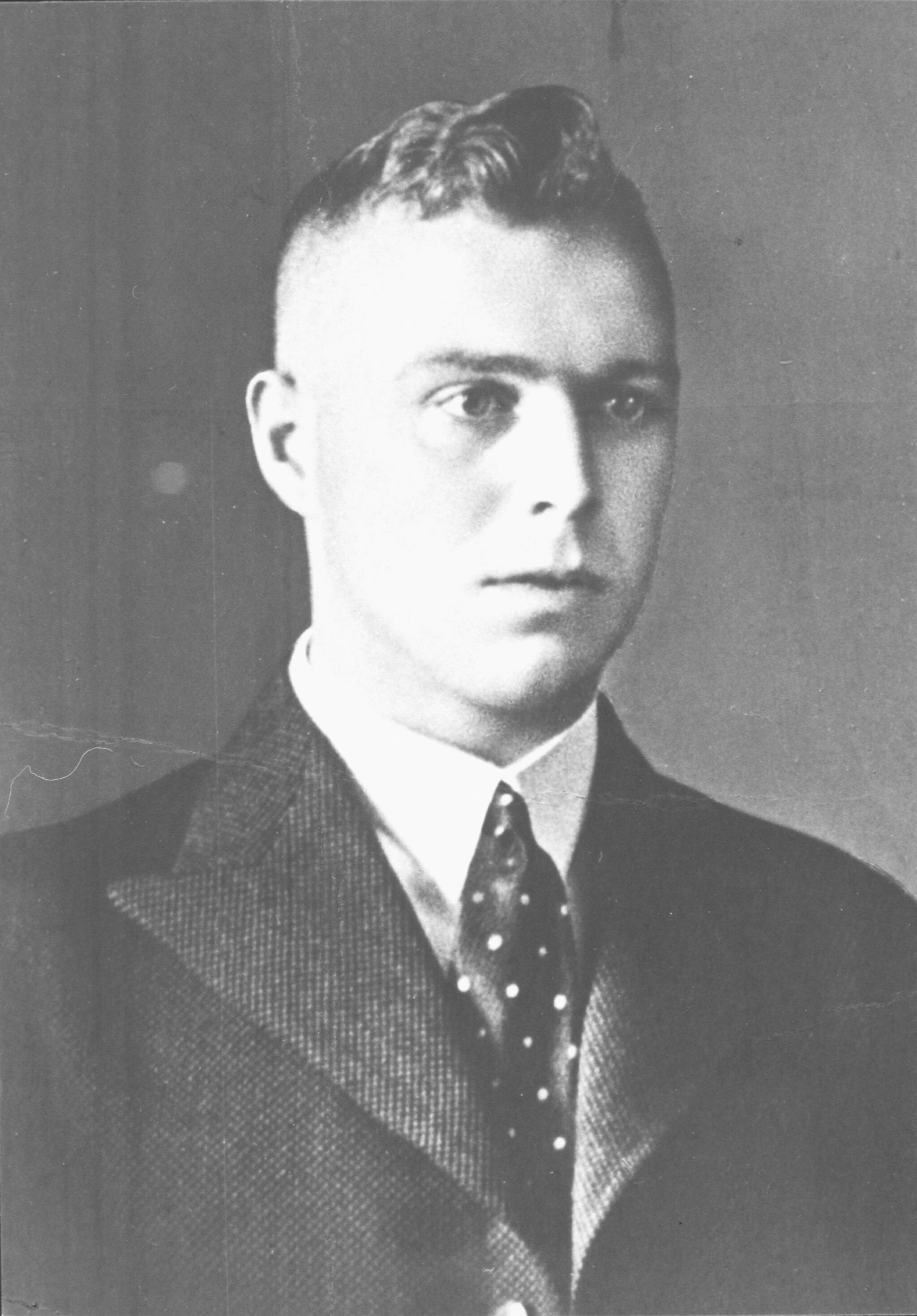
Leendert Keesmaat

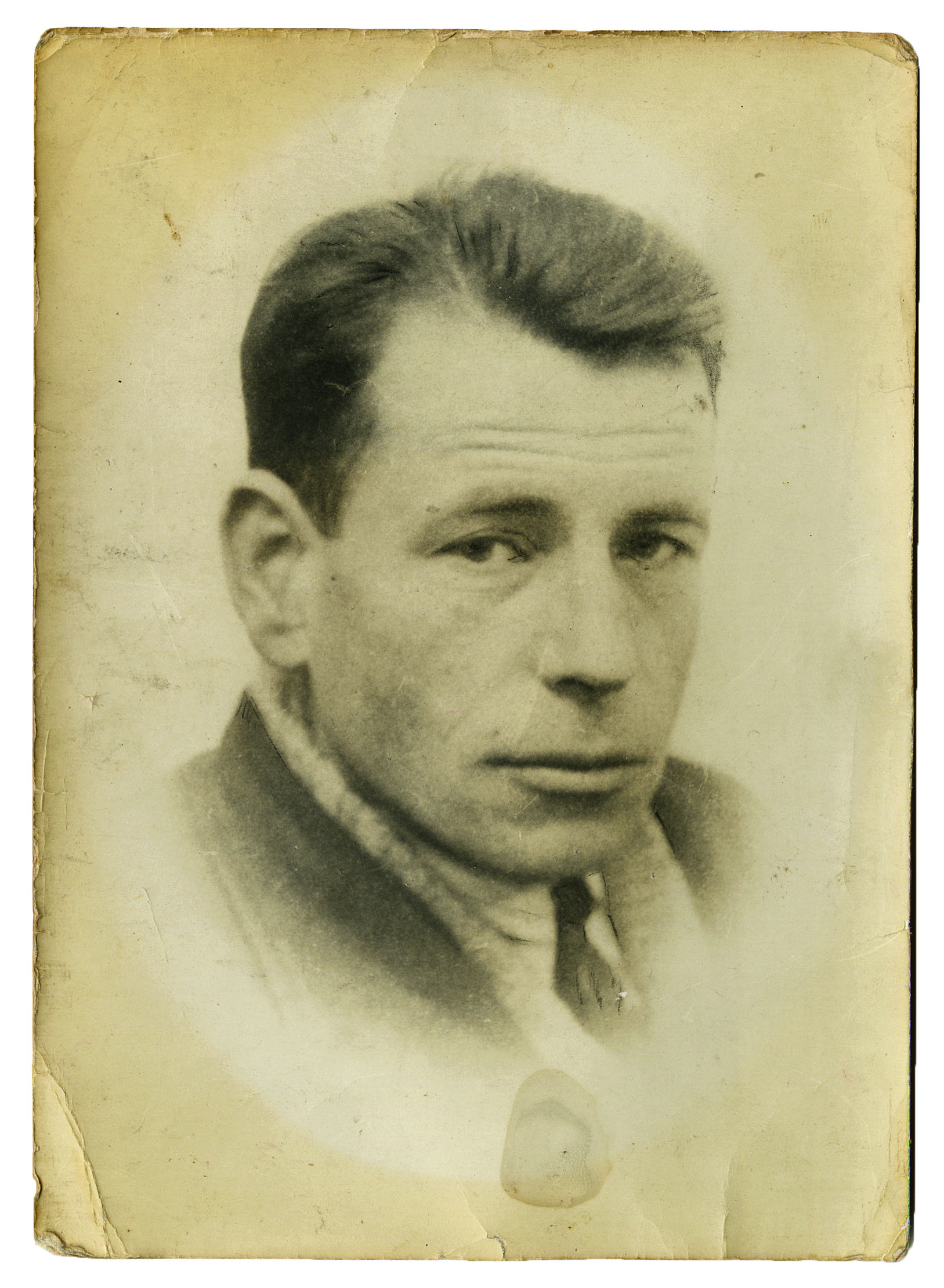
Arij Kop

De Geuzen of het Geuzenverzet vormden een Nederlandse verzetsgroep in de Tweede Wereldoorlog. De groep ontstond reeds in mei 1940 onder leiding van de Schiedammer Bernard IJzerdraat, bijgestaan door "de doener", de Vlaardinger Arij Kop.

## Pamfletten en sabotageacties
De groep begon met het verspreiden van anti-Duitse pamfletten, onder de naam "Geuzenbrief". Bernard IJzerdraat schreef reeds op 15 mei 1940 zijn eerste geuzenbrief genaamd "Geuzenactie". Veertien dagen later ontmoette hij zijn oud-collega Jan Kijne. Hierdoor ontstond er een verbinding met een Vlaardings groepje, dat eveneens bezig was verzet op poten te zetten. Dit bestond uit Ies Korpershoek, Arij Kop en Sjaak van der Ende, respectievelijk voorzitter, secretaris en penningmeester van de wandelsportvereniging Flardinga, waarvan Jan Kijne eveneens lid was. Het bleef echter niet bij het verspreiden van pamfletten. De lange afstandswandelaars pleegden tijdens zogenaamde trainingsmarsen de eerste sabotagedaden door in de weilanden in de streek telefoondraden van het Duitse luchtafweergeschut door te knippen.

## Verraad
Het Nederlandse verzet stond nog in de kinderschoenen. De groep kwam openlijk uit voor haar mening en nam waarschijnlijk niet genoeg voorzichtigheid in acht. Ten gevolge van loslippigheid van een familielid kwamen de Duitse bezetters de groep op het spoor. Reeds op 19, 20 en 21 november 1940 en daarna vonden te Vlaardingen, Schiedam, Maassluis en een aantal andere plaatsen de arrestaties plaats van achttien Geuzen. Onderling hadden zij een erecode afgesproken, de "Geuzenwet", met daarbij als punt 7: "In geen enkele omstandigheid verraden Geuzen elkaar."
Gedurende een periode van enkele maanden hechtenis werden zij tijdens verhoren gemarteld. Ondanks de vele martelingen die de gearresteerden moesten ondergaan, bleven de meesten onwrikbaar en gaven geen namen prijs van andere leden van de groep. Daarop volgde een schijnproces. De straf van drie minderjarige Geuzen, waaronder Bill Minco werd op het laatste moment veranderd in levenslang; voor hen in de plaats werden drie Februaristakers (Hermanus Coenradi, Joseph Eijl en Eduard Hellendoorn) samen met vijftien Geuzen op 13 maart 1941 gefusilleerd op de Waalsdorpervlakte.

## Geëxecuteerden
1. Jan Wernard van den Bergh
2. George den Boon
3. Reijer Bastiaan van der Borden
4. Nicolaas Arie van der Burg
5. Jacob van der Ende
6. Albertus Johannes de Haas
7. Leendert Keesmaat
8. Arij Kop
9. Dirk Kouwenhoven
10. Jan Kijne
11. Leendert Langstraat
12. Frans Rietveld
13. Johannes Jacobus Smit
14. Hendrik Wielenga
15. Bernardus IJzerdraat

Een Geuzenlid, de Maassluizenaar Sjaak Boezeman, was al voor de terechtstelling dood in zijn cel in het Oranjehotel aangetroffen. Vrijwel zeker was hij aan de gevolgen van marteling overleden.
De Geuzen zongen Psalm 43:4 vlak voor ze op de Waalsdorpervlakte werden gefusilleerd. Op de ochtend van de voltrekking van de uitgesproken doodstraf trad Bernard IJzerdraat aan in zijn oranje pyjama om zijn executeur te sarren.

## Herdenking

### Monumenten

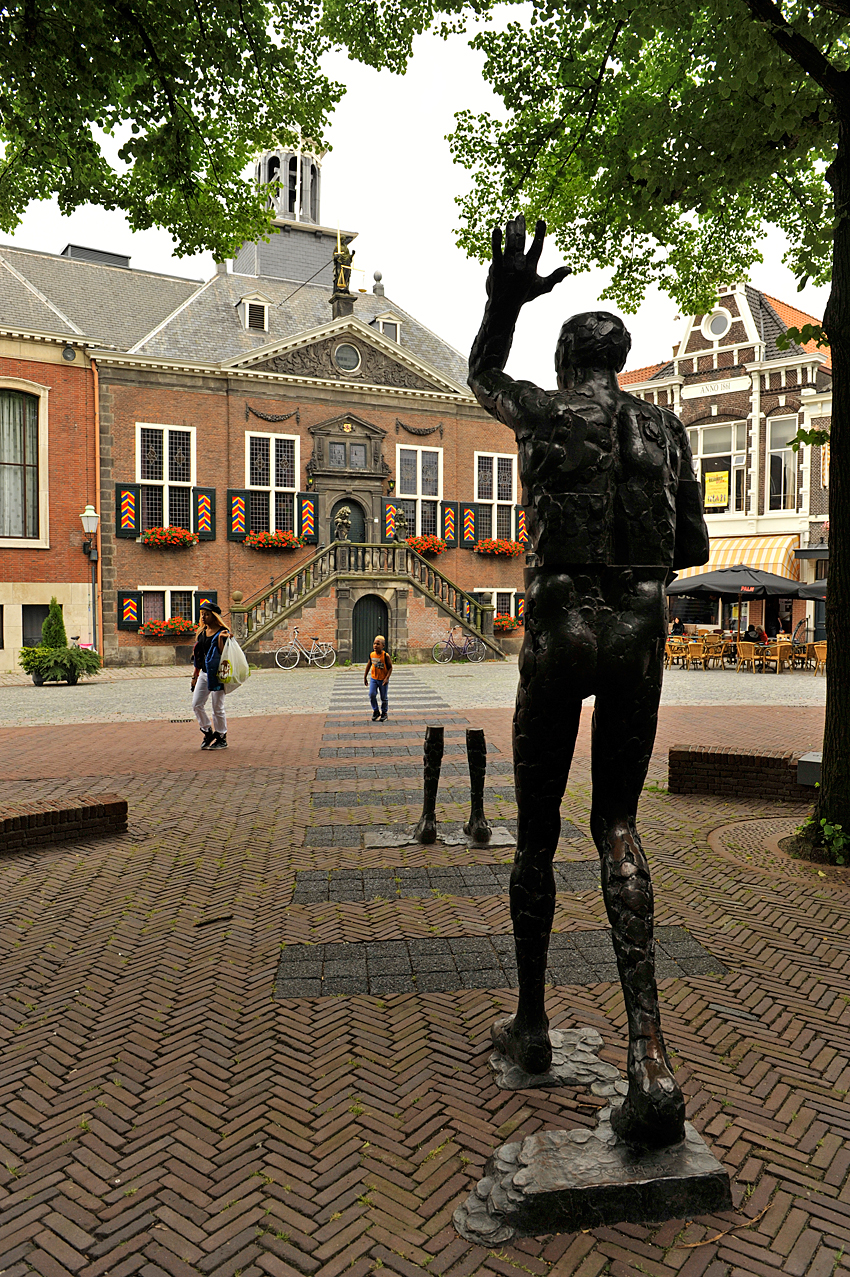
Geuzenmonument op de Markt van Vlaardingen

Op de Markt in Vlaardingen is het Geuzenmonument opgericht. Het stelt een aarzelende, maar voortstrijdende en dappere man voor. Even voor het beeld staan twee onderbenen. Zij symboliseren het abrupte einde van het leven van de gedode Geuzen. De achttien zwarte rechthoeken die een oversteekplaats vormen naar het oude cachot onder het stadhuis, verwijzen naar Camperts' dichtregel 'wel kleiner nog is het stuk grond dat ik nu nog niet weet, maar waar ik naamloos rusten zal'. De Geuzen werden 1941 in het cachot opgesloten.
Op de begraafplaats Emaus te Vlaardingen is een monument te vinden ter herinnering aan de Geuzen. Zes van de vijftien gedode Geuzen liggen bij het monument op de begraafplaats Emaus begraven. Enkele anderen vonden hun rustplaats op Ereveld Loenen. Op het geuzengraf staat een regel uit Psalm 43:4: Dan ga ik op tot Gods altaren.  

### Geuzenpenning
De Stichting Geuzenverzet 1940-1945 reikt jaarlijks de Geuzenpenning uit aan "personen en/of instellingen die zich op bijzondere wijze hebben ingezet voor de democratie of tegen dictatuur, discriminatie of racisme".

### Jaarlijkse Geuzenmars
Sinds 2021 wordt jaarlijks de Geuzenmars gewandeld. Het is behalve een sportieve ook een herdenkingswandeltocht over 35 km, van de fusilladeplaats op de Waalsdorpervlakte bij Wassenaar via het Oranjehotel te Scheveningen door Den Haag, Rijswijk en Delft naar Vlaardingen.

### Geuzenmaand
In maart is in Vlaardingen de Geuzenmaand met activiteiten die de betekenis en de onderliggende waarden van de verzetsgeuzen en de Geuzenpenning versterken, zoals lezingen, workshops, exposities en scholenprogramma's.

### Poëzie
Het gedicht Het lied der achttien dooden van Jan Campert uit 1942 is geschreven naar aanleiding van de executie. De eerste strofe beschrijft de laatste uren van de achttien slachtoffers.